# Реутов (кратер)
Реутов — 18-километровый кратер на Марсе, возле которого в 1971 году совершил посадку спускаемый аппарат межпланетной автоматической станции Марс-3.
Расположен внутри очень крупного кратера Птолемей и был назван в честь российского города Реутов.
Российские ученые намерены заняться изучением места предполагаемой посадки «Марса-3», для чего им необходимы названия географических ориентиров — деталей марсианского рельефа. Потому учеными Института геохимии и аналитической химии им. В. И. Вернадского было принято решение направить в Международный астрономический союз запрос о присвоении названий трем кратерам, расположенным в окрестностях места посадки «Марса-3».